# Rotzo
Rotzo település Olaszországban, Veneto régióban, Vicenza megyében. Lakosainak száma 642 fő (2023. január 1.). Rotzo Asiago, Levico Terme, Luserna, Roana és Valdastico községekkel határos.

## Népesség
A település népességének változása:
| Lakosok száma | 658  | 659  | 642  |
|               | 2017 | 2018 | 2023 |